# STS-51J
STS-51J e двадесет първата мисия на НАСА по програмата Спейс шатъл и първи полет на совалката Атлантис. Това е втори полет изцяло в интерес на Министерството на отбраната на САЩ (първият е STS-51C).

## Екипаж
| Пост                         | Астронавт                             |
| ---------------------------- | ------------------------------------- |
| Командир                     | Керъл Бобко трети космически полет    |
| Пилот                        | Роналд Грейб първи космически полет   |
| Специалист на мисията 1      | Дейвид Хилмърс първи космически полет |
| Специалист на мисията 2      | Робърт Стюарт втори космически полет  |
| Специалист по полезния товар | Уилям Пейлс първи космически полет    |

- Броят на полетите е преди и включително тази мисия.

## Дублиращ екипаж
| Пост                         | Астронавт   |
| ---------------------------- | ----------- |
| Специалист по полезния товар | Майкъл Буен |

## Полетът
Мисия STS-51J стартира на 3 октомври 1985 г. в 11:15 EDT от стартова площадка 39А на космическия център Кенеди. Изстрелването е отложено с 22 минути и 30 секунди поради технически проблем.
Това е вторият полет на совалка, изцяло посветен на интересите на Министерството на отбраната на САЩ, включително и полезният товар (след STS-51C). Информацията за товара му е класифицирана, но е съобщено, че са изведени два спътника – USA-11 и USA-12. Te са изведени на геостационарни орбити и са с проектен живот до 10 години.
След 4 денонощия 1 час и 45 минути в космоса, „Aталнтис“ се приземява успешно на писта 23 във Военновъздушната база „Едуардс“ на 7 октомври 1985 г.

## Параметри на мисията
- Маса:
  - При кацането: 86 400 кг
  - Полезен товар: 19 968 кг
- Перигей: 475 км
- Апогей: 484 км
- Инклинация: 28,5°
- Орбитален период: 94.2 мин

## Галерия
- Първия старт на совалката Aтлантис.
- Поглед към товарното отделение на совалката преди извеждането на спътниците.
- Совалката Атлантис се приземява след мисия STS-51J.